# クーラ・カルピニャーノ
クーラ・カルピニャーノ（伊: Cura Carpignano）は、イタリア共和国ロンバルディア州パヴィーア県にある、人口約4,900人の基礎自治体（コムーネ）。

## 地理

### 位置・広がり

#### 隣接コムーネ
隣接するコムーネは以下の通り。
- アルブッツァーノ
- パヴィーア
- ロンカーロ
- サンタレッシオ・コン・ヴィアローネ
- ヴァッレ・サリンベーネ
- ヴィスタリーノ

### 気候分類・地震分類
気候分類では、zona E, 2628 GGに分類される。
また、イタリアの地震リスク階級 (it) では、zona 3 (sismicità bassa) に分類される
。

## 行政

### 分離集落
クーラ・カルピニャーノには、以下の分離集落（フラツィオーネ）がある。
- Borghetto, Calignano, Colombara-Vedria, Pescarona, Prado, Vimanone